# Conferência Nacional da Líbia
A Conferência Nacional Líbia foi uma reunião planejada em Ghadames para organizar eleições e outros componentes de um processo de paz na Líbia. A conferência foi preparada ao longo de 18 meses durante 2018 e 2019 e estava planejada para ocorrer de 14 a 16 de abril de 2019. Foi adiada no início de abril de 2019 devido ao ataque a Trípoli pelo Exército Nacional Líbio liderado por Khalifa Haftar. No final de 2020, uma série de reuniões semelhantes à Conferência Nacional originalmente planejada foi iniciada, com o novo nome sendo Fórum de Diálogo Político da Líbia.